# Oussama Boughanmi (rukometaš)
Oussema Boughanmi (5. veljače 1990.) je tuniski rukometaš koji nastupa za Espérance de Tunis i reprezentaciju Tunisa.
Natjecao se na Svjetskom prvenstvu u Kataru 2015. gdje je ekipa Tunisa završila 15., Danskoj 2019. (19.) i u Danskoj 2019. (12.).
S reprezentacijom je osvojio zlatne medalje na afričkom prvenstvu u Maroku 2012., te srebro na afričkom prvenstvu u Tunisu 2020.